# Frank van Harmelen
Frank van Harmelen (1960) è un informatico olandese.
Professore nell'ambito dell'Intelligenza Artificiale alla Vrije Universiteit di Amsterdam e responsabile del progetto LarKC

## Biografia
Dopo aver studiato matematica e informatica ad Amsterdam , Van Harmelen proseguì al dipartimento relativo all'intelligenza artificiale all'Università di Edimburgo, dove ottenne il titolo di Dottore di ricerca in merito al suo lavoro circa il ragionamento automatico . Sempre qui , "sviluppò un kit di strumenti basati sulla logica dei sistemi esperti e lavorò con Alan Bundy circa la prova di progettazione della dimostrazione del teorema induttivo" .
Dopo il suo dottorato di ricerca ritornò ad Amsterdam, dove lavorò dal 1990 al 1995 nel Dipartimento SWI , sotto la guida del Professor Bob Wielinga , sull'uso del riflesso dei sistemi esperti e sulle basi della metodologia CommonKADS per quanto riguarda i sistemi basati sulla conoscenza. Nel 1995 si unì al gruppo di ricerca sull'intelligenza artificiale della Vrije Universiteit dove fu uno dei responsabili del progetto On-To-Knowledge, uno dei primi progetti di semantica del Web. Gli venne affidata la cattedra nel 2002 e divenne leader del progetto Knowledge Representation and Reasoning . 
Ad oggi è il responsabile del progetto LarKC .
Nel 2017 venne eletto come membro della Koninklijke Nederlandse Akademie van Wetenschappen, un'importante associazione di scienziati olandesi.

## Lavori
La sua ricerca include l'intelligenza artificiale, la rappresentazione della conoscenza, la semantica web , l'approximate reasoning e i protocolli medici. Fu uno dei co-progettisti della Web Ontology Language e della Ontology Inference Layer e ha pubblicato libri sul ragionamento automatico , sui sistemi basati sulla conoscenza e sulla semantica web .

## Pubblicazioni
Van Harmelen ha pubblicato molti libri e più di 100 articoli di ricerca. Libri:
- 1989. Rappresentazione della conoscenza basata sulla logica. Con P. Jackson e H. Reichgelt. The MIT Press, Cambridge, MA, 1989. ISBN 0-262-10038-X.
- 1991. I sistemi di deduzione del metalivello F. van Harmelen. Note di ricerca sull'intelligenza artificiale. Pitmann, Morgan Kaufmann, London, San Mateo, California, 1991. ISBN 1-55860-196-1
- 2003. Verso la semantica web: gestione della conoscenza ontologica Con John Davies e Dieter Fensel (eds.) John Wiley & Sons, 2002, ISBN 0-470-84867-7
- 2004. Un manuale induttivo sulla semantica web . Con Grigoris Antoniou. MIT Press. ISBN 0-262-01210-3
- 2004. Informazioni sulla semantica web. Con Heiner Stuckenschmidt. Springer. ISBN 3-540-20594-2
- 2008. Manuale della rappresentazione della conoscenza. Con V. Lifschitz e B. Porter, Elsevier, 2008. ISBN 978-0-444-52211-5.